# ابرباخ (بادن)
شهر ابرباخ در ایالت بادن-وورتمبرگ در کشور آلمان واقع شده است.